# 섬식 승강장

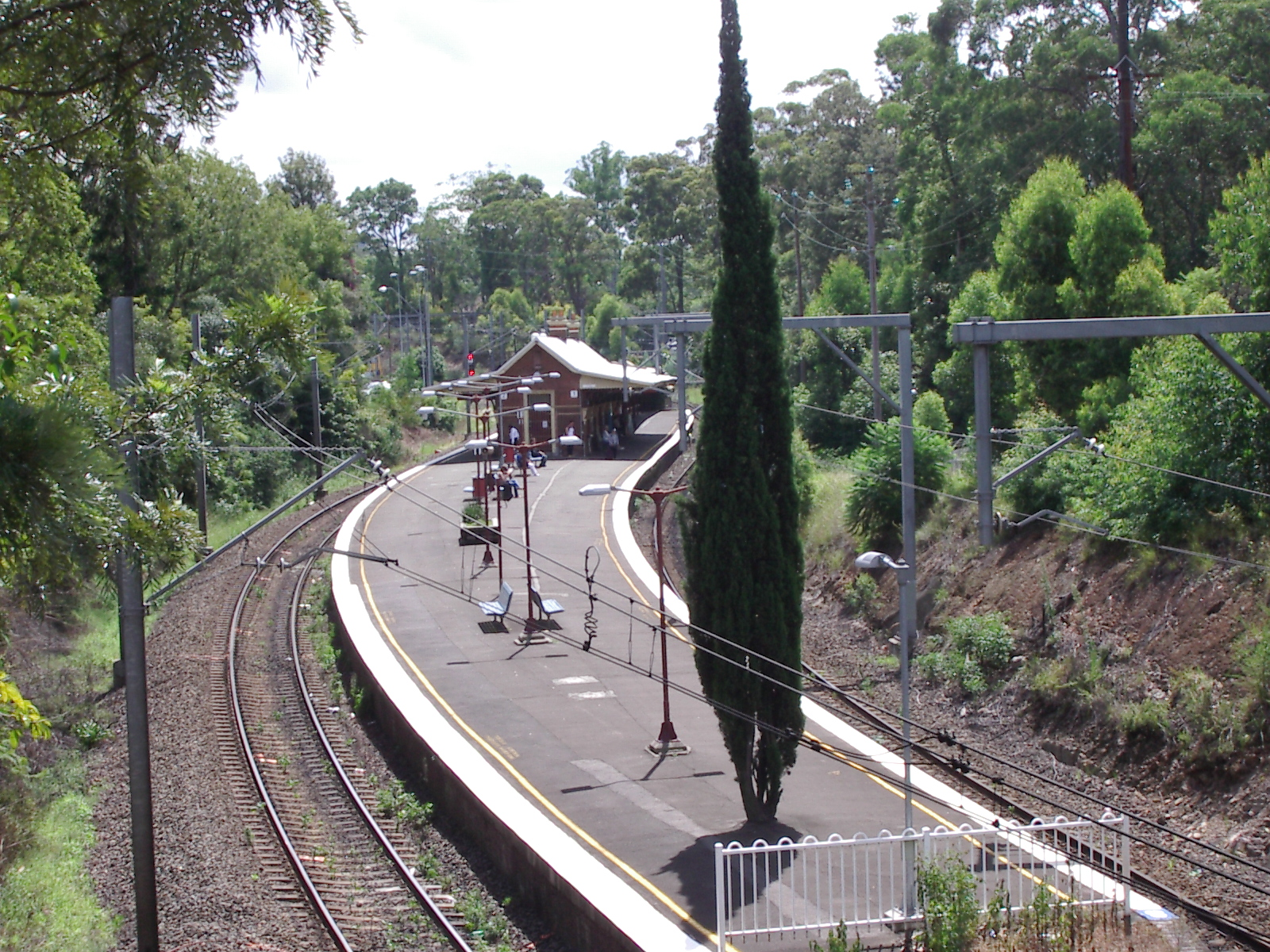

섬식 승강장 또는 아일랜드 플랫폼(island platform)은 철도역, 노면전차 정거장 또는 환승로 인터체인지 내의 두 선로 사이에 하나의 승강장이 위치하는 역 배치 배열이다. 섬식 승강장은 다른 플랫폼보다 가격이 저렴하고 면적을 덜 차지하기 때문에 복선 노선역의 반대 방향 선로 사이에 때때로 사용된다. 또한 동일한 이동 방향에 대한 로컬 및 급행 서비스를 트랙 양쪽의 단식 승강장 대신 동일한 승강장의 반대쪽에서 접근할 수 있어 두 트랙 간의 환승을 단순화하고 가속화하는 대규모 역 내에서도 유용하다.
섬식 승강장의 역사적 이용은 위치에 따라 크게 달라진다. 영국에서는 철로가 절단되거나 제방에서 들어올려질 때 복선 노선에서 섬식 승강장을 사용하는 것이 상대적으로 일반적이다. 이렇게 하면 선로를 건너지 않고도 승강장에 더 쉽게 접근할 수 있기 때문이다.

## 같이 보기
- 승강장
- 단식 승강장